# کلیفورد استین
کلیفورد استین (به انگلیسی: Clifford Stein) ‏ یک دانشمند کامپیوتر و در حال حاضر استاد مهندسی صنایع و تحقیق در عملیات در دانشگاه کلمبیا شهر نیویورک می‌باشد، وی همچنین در دانشکده علوم کامپیوتر این دانشگاه صاحب منصب می‌باشد.
استین هم‌اکنون رئیس دانشکده مهندسی صنایع و تحقیق در عملیات دانشگاه کلمبیا می‌باشد. او قبل از پیوستن به دانشگاه کلمبیا، استاد کالج دارتموث در نیوهمپشر بود.

## تحصیلات
استین مدرک کارشناسی خود را در سال ۱۹۸۷ از دانشگاه پرینستون، مدرک کارشناسی ارشد را در سال ۱۹۸۹ از مؤسسه فناوری ماساچوست و همچنین مدرک دکترای PhD خود را در سال ۱۹۹۲ از مؤسسه فناوری ماساچوست دریافت نمود. در سال‌های اخیر، استین روابط نزدیکی با جامعه پژوهش نروژ برقرار کرده که این امر باعث شده که در ماه مه سال ۲۰۱۰ مدرک دکترای افتخاری، از دانشگاه اسلو به او اهدا شود.
علایق پژوهشی استین عبارتند از: طراحی تجزیه و تحلیل الگوریتم‌ها، بهینه‌سازی ترکیبی، تحقیق در عملیات، الگوریتم‌های شبکه، الگوریتم‌های زمان‌بندی، مهندسی الگوریتم و زیست‌شناسی محاسباتی است.

## جوایز و افتخارات
استین برنده چندین جایزه معتبر شده که مهم‌ترین آن‌ها عبارتند از:
- جایزه فرصت‌های شغلی NSF.
- کمک هزینه برای تحقیقات آلفرد اسلوان.
- جایزه کارن وترهان برای دستاورد نمونه و اندیشمند خلاق.

## کتاب‌ها و مقالات
استین در تألیف دو کتاب درسی زیر به عنوان نویسنده همکاری نموده‌است:
- مقدمه‌ای بر الگوریتم‌ها، به همراه کورمن، لیزرسان و ریوست، که در حال حاضر پرفروش‌ترین کتاب درسی الگوریتم است و به ۸ زبان ترجمه شده‌است.
- ریاضیات گسسته برای علوم کامپیوتر، به همراه کن بوگارت و اسکات دریسدال، که یک کتاب درسی جدید بوده و شامل ریاضیات گسسته در سطح کارشناسی است.

استین مقالات تأثیرگذاری در بسیاری از کنفرانس‌ها و مجلات در زمینه‌های تحقیقاتی خود منتشر کرده‌است و رتبه‌های سرمقاله‌ای مختلفی از جمله در مجلات ACM در زمینه الگوریتم و برنامه‌نویسی ریاضی، مجله الگوریتم‌ها، مجله SIAM در زمینه ریاضیات گسسته و تحقیق در عملیات را اشغال کرده‌است. بودجه کارهای او توسط بنیاد ملی علوم آمریکا و بنیاد اسلوان تأمین می‌شود.